# Championnat du Pérou de football 1963
Navigation
Saison précédente Saison suivante
La saison 1963 du Championnat du Pérou de football est la trente-cinquième édition du championnat de première division au Pérou. Les dix clubs participants sont regroupés au sein d'une poule unique où ils s'affrontent deux fois au cours de la saison, à domicile et à l'extérieur. À la fin de la saison, le dernier est relégué et remplacé par le champion de Segunda División, la deuxième division péruvienne.
C'est le club de l'Alianza Lima, tenant du titre, qui remporte à nouveau la compétition après avoir terminé en tête du classement final du championnat, devant le Sporting Cristal, avec trois points d'avance. Universitario de Deportes complète le podium, à cinq points de l'Alianza. Le podium est exactement le même que celui de la saison passée. C'est le 13e titre de champion du Pérou de l'histoire du club. 

## Les clubs participants
| - Alianza Lima - Sport Boys - KDT Nacional - Universitario de Deportes - Ciclista Lima | - Mariscal Sucre - Promu de Segunda Division - Club Centro Deportivo Municipal - Sporting Cristal - Centro Iqueño - Defensor Lima |

## Compétition
Le barème utilisé pour établir le classement est le suivant :
- Victoire : 2 points
- Match nul : 1 point
- Défaite, forfait ou abandon : 0 point

### Classement
| Rang | Équipe                          | Pts | J  | G  | N | P  | Bp | Bc | Diff |
| ---- | ------------------------------- | --- | -- | -- | - | -- | -- | -- | ---- |
| 1    | Alianza Lima (T)                | 28  | 18 | 11 | 6 | 1  | 49 | 15 | +34  |
| 2    | Sporting Cristal                | 25  | 18 | 11 | 3 | 4  | 34 | 19 | +15  |
| 3    | Universitario de Deportes       | 23  | 18 | 9  | 5 | 4  | 38 | 20 | +18  |
| 4    | Sport Boys                      | 20  | 18 | 7  | 6 | 5  | 30 | 19 | +11  |
| 5    | Centro Iqueño                   | 18  | 18 | 7  | 4 | 7  | 25 | 27 | -2   |
| 6    | Defensor Lima                   | 16  | 18 | 7  | 2 | 9  | 15 | 37 | -22  |
| 7    | KDT Nacional                    | 14  | 18 | 6  | 2 | 10 | 14 | 27 | -13  |
| 8    | Ciclista Lima                   | 13  | 18 | 5  | 3 | 10 | 16 | 27 | -11  |
| 9    | Club Centro Deportivo Municipal | 12  | 18 | 4  | 4 | 10 | 20 | 30 | -10  |
| 10   | Mariscal Sucre (P)              | 11  | 18 | 5  | 1 | 12 | 21 | 41 | -20  |

|  | Qualification pour la Copa Libertadores 1964          |
|  | Relégation directe en Segunda División                |
|  | (T) : Tenant du titre (P) : Promu de Segunda Division |

## Bilan de la saison
| Championnat du Pérou de football 1963 |                          |
| Champion                              | Alianza Lima (12e titre) |
| Qualifications continentales          |                          |
| Copa Libertadores 1964                | Alianza Lima             |
| Promotions et relégations             |                          |
| Promus en Primera División            | Carlos Concha            |
| Relégués en Segunda División          | Mariscal Sucre           |